# Kazuya Maekawa
Kazuya Maekawa (jap. 前川和也 Maekawa Kazuya; ur. 22 marca 1968 roku w Hirado) – japoński piłkarz, reprezentant kraju.

## Kariera klubowa
Od 1986 do 2001 roku występował w klubach: Sanfrecce Hiroszima i Oita Trinita.

## Kariera reprezentacyjna
W reprezentacji Japonii zadebiutował w 1992. W reprezentacji Japonii występował w latach 1992–1996. W sumie w reprezentacji wystąpił w 17 spotkaniach.

## Statystyki
| Reprezentacja Japonii | Reprezentacja Japonii | Reprezentacja Japonii |
| Rok                   | Mecze                 | Gole                  |
| --------------------- | --------------------- | --------------------- |
| 1992                  | 3                     | 0                     |
| 1993                  | 2                     | 0                     |
| 1994                  | 2                     | 0                     |
| 1995                  | 5                     | 0                     |
| 1996                  | 5                     | 0                     |
| Razem                 | 17                    | 0                     |

## Osiągnięcia
- Puchar Azji: 1992